# Team leader
Team Leader (vedoucí skupiny/týmu) je organizátor s vůdčí schopností, který stojí v čele celé skupiny. Osoba odpovědná za plnění cílů týmu. Hlavní funkce je hodnocení práce členů týmu, motivace a schopnost přizpůsobit úkoly za účelem dosažení optimálních výsledků.